# بشير منوبي
بشير المنوبي هو مصور تونسي ولد سنة 1930 وتوفي يوم 24 نوفمبر سنة 2005. قام نتغطية 12 دورة أولمبية و10 دورات نهائية لكاس العالم ومثلها لكاس الأمم الإفريقية و11 دورة متوسطية بإضافة إلى 5 دورات نهائية لكاس العالم لكرة اليد بالإضافات إلى عدة تظاهرات أخرى. بدأ كملاكم وتوج كبطل لتونس عام 1958 وتحول إلى التصوير الفوتوغرافي منذ دورة الألعاب الأولمبية عام بطوكيو. تميز بارتدائه بالقبعة المكسيكية الشهيرة وبدلته الموشحة بآلاف الشعارات والبطاقات لمختلف التظاهرات التي قام بتغطيتها. اخر حدث غطاه هي المباراة المؤهلة إلى نهائيات مونديال ألمانيا 2006 في 6 أكتوبر 2005 والتي جمعت بين تونس والمغرب. رافق المنتخب التونسي منذ أن بدأ التصوير في جميع مبارياته. في جميع التظاهرات التي غطاها منع مرة واحدة فقط من ارتداء بذلته وذلك خلال بطولة كأس العالم لكرة القدم 1998 وذلك لأسباب أمنية حسب ما يقول المنظمون.